# Jocquella boisai
Jocquella boisai är en spindelart som beskrevs av Léon Baert 1984. Jocquella boisai ingår i släktet Jocquella och familjen Telemidae. Inga underarter finns listade i Catalogue of Life.